# شهرستان میرزاآباد

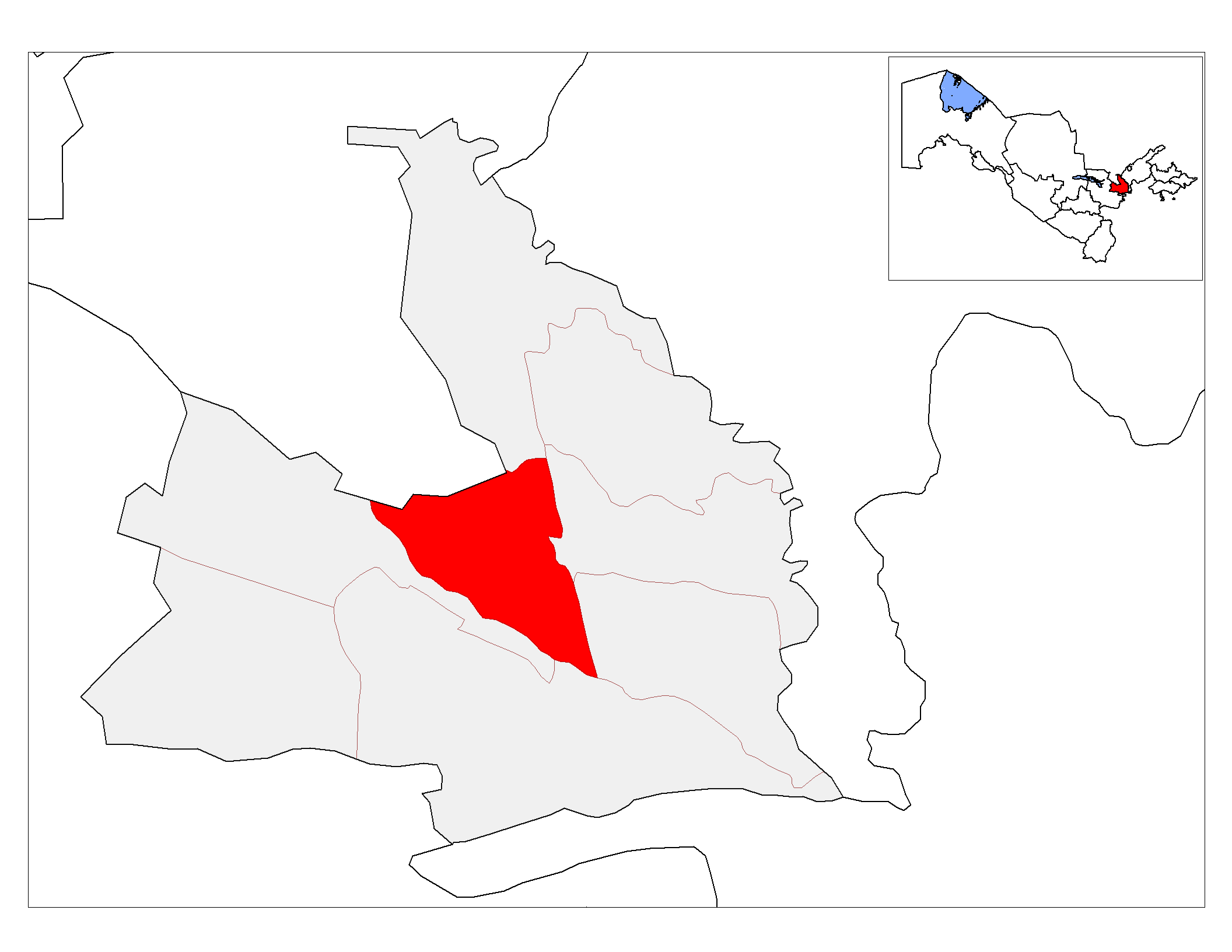
منطقه میرزاآباد واقع شده در قسمت مرکزی ازبکستان در ولایت سیردریا

ناحیهٔ میرزاآباد (به ازبکی: Mirzaabad District) یک ناحیه در ازبکستان است که در ولایت سیردریا واقع شده‌است. ناحیه میرزاآباد ۴۴۰ کیلومتر مربع مساحت و ۴۱٬۵۰۰ نفر جمعیت دارد.